# Vorholz (Nümbrecht)
Vorholz ist ein Ortsteil von Nümbrecht im Oberbergischen Kreis im südlichen Nordrhein-Westfalen innerhalb des Regierungsbezirks Köln. 

## Lage und Beschreibung
Der Ort liegt in Luftlinie rund 3,3 km westlich vom Ortszentrum von Nümbrecht entfernt.

## Geschichte

### Erstnennung
1396 wurde der Ort das erste Mal urkundlich erwähnt und zwar „Heydenrich v. Vurholtze ist mit anderen Helfern des Junkers Johan v. Seine gegen die Stadt Köln“. Schreibweise der Erstnennung: Vurholtze.